# Cologno Monzese
Cologno Monzese é uma comuna italiana da região da Lombardia, província de Milão, com cerca de 47.295 (Cens. 2001) habitantes. Estende-se por uma área de 8,46 km², tendo uma densidade populacional de 5.590 hab/km². Faz fronteira com Brugherio, Sesto San Giovanni, Cernusco sul Naviglio, Milano, Vimodrone.

## Demografia
| Variação demográfica do município entre 1861 e 2011                               |
|                                                                                   |
| Fonte: Istituto Nazionale di Statistica (ISTAT) - Elaboração gráfica da Wikipedia |